# فلويد غراهام
فلويد غراهام (بالإنجليزية: Floyd Graham)‏ هو عازف جاز أمريكي، ولد في 15 أكتوبر 1902، وتوفي في 18 أغسطس 1974.